# Alexander Schwolow
Alexander Schwolow (Wiesbaden, 2 juni 1992) is een Duits betaald voetballer die als doelman speelt. Hij verruilde Hertha BSC in juli 2023 voor Union Berlin.

## Carrière
Schwolow werd geboren in Wiesbaden en groeide op in Hof Hasenberg in Rijnland-Palts. Tijdens zijn jeugd speelde hij bij SV Allendorf/Berghausen en SV Wehen Wiesbaden. Hij werd in 2008 opgenomen in de jeugdopleiding van SC Freiburg. Schwolow won met de A-jeugd van Freiburg de DFB-Junioren-Vereinspokal. Hij stopte zowel in de halve finale tegen de jeugdploeg van Wolfsburg als in de finale tegen die van Hansa Rostock de beslissende strafschop. Vanaf het seizoen 2010/11 speelde Schwolow  regelmatig in het tweede elftal van Freiburg. Hij tekende in januari 2012 een contract en werd reservedoelman bij het eerste elftal. Hij debuteerde op 10 mei 2014 op de 34ste speeldag van het seizoen 2013/14 in de Bundesliga, tegen Hannover 96.
Freiburg verhuurde Schwolow in juli 2014 voor twee jaar aan Arminia Bielefeld. Dat was in het voorgaande jaar gedegradeerd naar de 3. Liga. Freiburg nam een clausule op in het huurcontract, zodat het hem terug kon halen in het geval van een degradatie uit de Bundesliga. Schwolow hielp Bielefeld in de DFB-Pokal 2014/15 in strafschoppenseries tegen Hertha BSC (in de tweede ronde) en tegen Borussia Mönchengladbach (in de kwartfinales) aan de zege. Nadat hij in de achtste finale tegen Werder Bremen een blessure opliep, leek het erop dat hij voor langere tijd niet zou kunnen spelen, maar hij keerde na twee weken onverwacht snel terug. Later dat seizoen werd hij met Bielefeld kampioen in de 3. Liga. 
Freiburg degradeerde datzelfde seizoen uit de Bundesliga. Daarom haalde het Schwolow in juli 2015 voortijdig terug uit Bielefeld. Hij volgde vervolgens de vertrokken Roman Bürki op als eerste doelman. Hij werd zo in 2015/16 met Freiburg kampioen in de 2. Bundesliga en hielp de ploeg direct terug te keren naar de Bundesliga. Zijn teamgenoten en hij bereikten in 2016/17 de zevende plaats. Hiermee kwalificeerden ze zich voor de tweede kwalificatieronde van de Europa League. Hierin werd Freiburg uitgeschakeld door NK Domzale. Schwolow bleef vijf seizoenen eerste doelman bij Freiburg, waarvan de laatste vier in de Bundesliga.
Schwolow tekende in augustus 2020 voor vier jaar bij Hertha BSC, dat circa 7 miljoen euro voor hem betaalde aan SC Freiburg. Hier verdrong hij Rune Jarstein als eerste doelman. Coach Bruno Labbadia werd in januari 2021 echter vervangen door Pál Dárdai. Die had eerder van 2015 tot 2019 Jarstein als eerste doelman verkozen bij Freiburg en deed dat met onmiddellijke ingang weer. Na acht speelronden op de reservebank werd Schwolow echter weer eerste doelman. Hij verloor in het voorjaar van 2022 opnieuw zijn basisplaats, nu aan Marcel Lotka. Deze keer was het definitief. Hertha verhuurde Scholow in juli 2022 voor een jaar aan Schalke 04 en liet hem daarna transfervrij vertrekken naar Union Berlin. Hier werd hij reservedoelman achter Frederik Rønnow.

## Interlandcarrière
Schwolow maakte deel uit van Duitsland –18, Duitsland –19 en Duitsland –20. Hij speelde met geen van deze teams op een eindtoernooi.

## Erelijst
| Competitie             |                        |                        |                        |                        |
| Competitie             | Aantal                 | Jaren                  |                        |                        |
| Arminia Bielefeld/big> | Arminia Bielefeld/big> | Arminia Bielefeld/big> | Arminia Bielefeld/big> | Arminia Bielefeld/big> |
| ---------------------- | ---------------------- | ---------------------- | ---------------------- | ---------------------- |
| Kampioen 3.Liga        | 1x                     | 2014/15                |                        |                        |
| SC Freiburg            |                        |                        |                        |                        |
| Kampioen 2. Bundesliga | 1x                     | 2015/16                |                        |                        |

1 Rønnow ·
2 Vogt ·
4 Leite ·
5 Doekhi ·
7 Vertessen ·
8 Khedira ·
9 Prtajin ·
10 Volland ·
11 Jeong ·
12 Klaus ·
13 Schäfer ·
14 Querfeld ·
15 Rothe ·
16 Hollerbach ·
17 Pefok ·
18 Juranović ·
19 Haberer ·
20 Bénes ·
21 Skarke ·
23 Ilić ·
24 Skov ·
26 Roussillon ·
28 Trimmel  ·
29 Tousart ·
36 Kemlein ·
37 Schwolow ·
Coach: Baumgart
Keeperstrainer: Gspurning